# Mazatèques

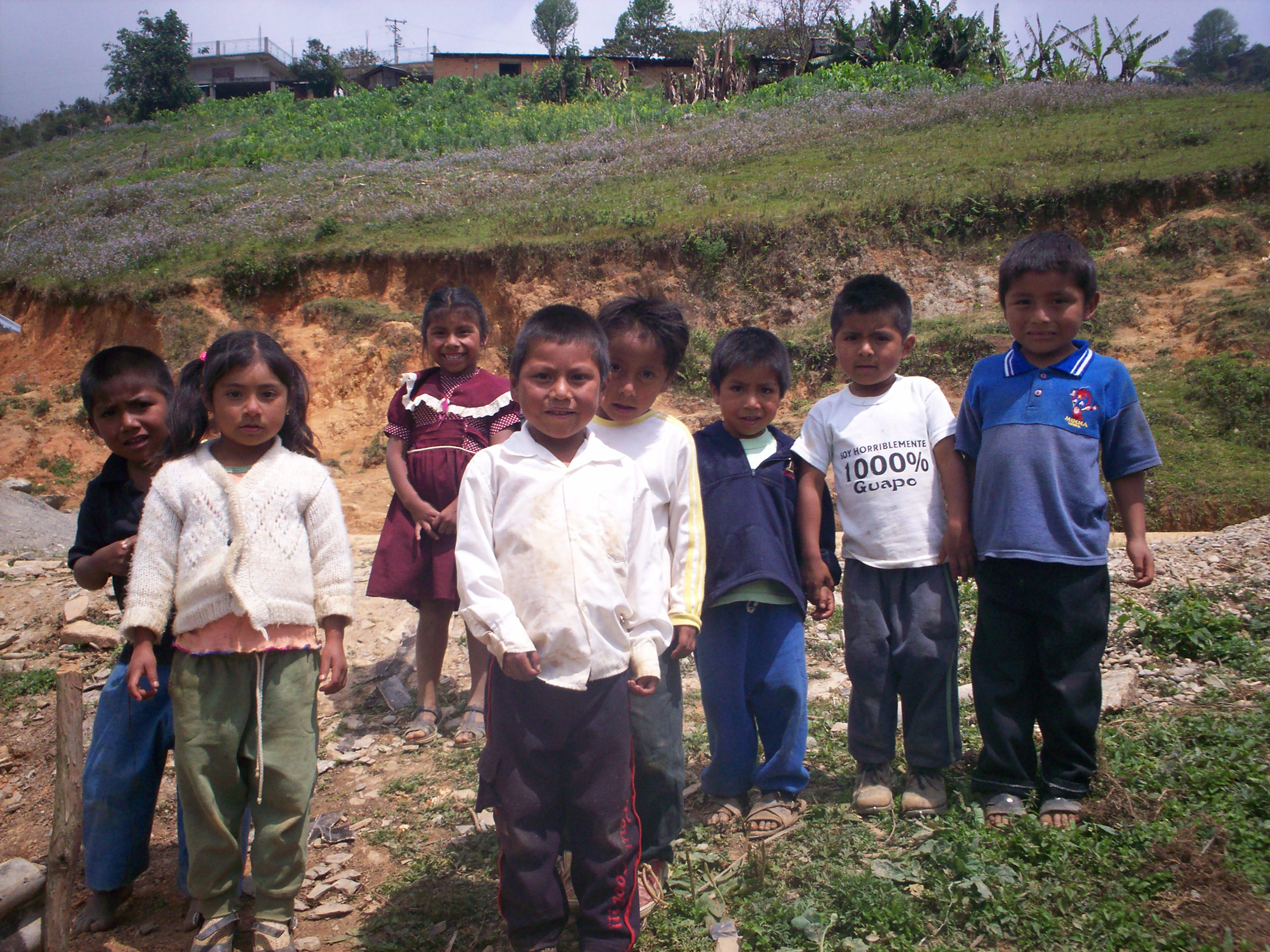
Enfants mazatèques dans l'État de Oaxaca

Les Mazatèques sont un peuple indigène du Mexique, installé au nord de l’État de Oaxaca et au sud des États de Veracruz et Puebla.
Leur nom espagnol provient du mot de langue nahuatl mazatl qui signifie « gibier », alors que ces premières nations s'appellent dans leur langue Ha shuta enima c'est-à-dire « gens humbles et travailleurs ».
Les Mazatèques ont acquis une certaine célébrité internationale du fait de leurs cultes religieux millénaires utilisant des champignons hallucinogènes comme le teonanácatl, popularisé depuis les années 1960 par la mazatèque María Sabina.

## Langue mazatèque
L'origine de la langue parlée par les Mazatèques est controversée :
- famille otomangue, sous-groupe popoloca selon certains,
- famille popoloca, groupe olmèque-otomangue, sous-groupe otomi-mixtèque selon Swadesh
- famille oaxaca, sous-famille mazatèque, d'après le département de linguistique de l'Instituto Nacional de Antropología e Historia

### Filmographie
- (en + es) Brujo : Shaman, film documentaire de Claudine Viallon et Georges Payrastre, Documentary Educational Resources, Watertown, 2005 (cop. 1977), 55 min (DVD)